# 산적의 딸
"산적의 딸"은 한국에서 제작된 윤예담 감독의 1957년 영화이다. 나일 등이 주연으로 출연하였고 윤예담 등이 제작에 참여하였다.

## 출연

### 주연
- 나일
- 오소화
- 최준

## 기타
- 조명: 이종면
- 녹음: 이경순
- 미술: 김세라